# Jász-Nagykun-Szolnok vármegyei labdarúgó-bajnokság (másodosztály)
A Jász-Nagykun-Szolnok megyei labdarúgó másodosztály a megyében zajló bajnokságok második osztálya, országos szinten ötödosztálynak felel meg. A bajnokságot a megyei szövetség írja ki, a küzdelmek két csoportban (Jászság, Kunság) folynak. A bajnokok a megyei első osztályban folytathatják.

## Csapatok 2009/2010

### Jászsági csoport
- Jászkisér
- Nagykörüi LC
- Szászbereki SE
- Jászboldogházai SE
- FC Jászszentandrás
- Zagyvarékasi KSE
- Jászjákóhalmi KSE
- Jászalsószentgyörgy KSE
- ESE Jászladány
- Jászfényszarui VSE
- Tószeg KSE
- Jászdózsa SE

### Kunság csoport
- Tiszapüspöki FC
- Tiszagyenda KSK
- Mezőtúr AFC
- Rákóczifalva KSE
- Cibakházi NSE
- Tiszasasi SE
- Tiszajenői KSE
- Cserkeszőlői SE
- Középtiszai MEDOSZ SK
- Kengyel LSE
- Tiszaföldvár VSE
- Tiszaszentimre KSE

## Külső hivatkozások
- Jász-Nagykun-Szolnok megye labdarúgásának információs adattára